# 阮福綿㝓
阮福綿㝓（越南语：／，1828年10月5日—1893年7月14日），越南阮朝明命帝第四十一子，生母麗嬪阮氏翠竹。
明命九年八月二十七日（1828年10月5日），阮福綿㝓在順化皇城出生。年少好學。明命二十一年（1840年）四月，受封為安仁郡公（越南语：／）。紹治二年（1842年），改封為綏安郡公（越南语：／）。成泰五年六月初二日（1893年7月14日），阮福綿㝓去世，壽六十六歲，賜諡恭亮。葬於承天府香水縣居正總楊春社，在香茶縣富春總陽春社建祠祭祀。

## 子女
阮福綿㝓有10子15女。後裔按御賜方字部起名。
- 子阮福洪旂（𣄃？，1874年－1914年），襲封畿外侯[3]
  - 孫阮福膺旅（1901年－1939年），襲封佐國卿[3]
- 子阮福洪，襲封佐國卿，曾任禮部參知，權攝尊人府右尊卿